# Chusquea quila
La quila (Chusquea quila) es una especie de planta gramínea de la misma subfamilia del bambú que crece en la región biológica de la selva valdiviana, en Chile. 

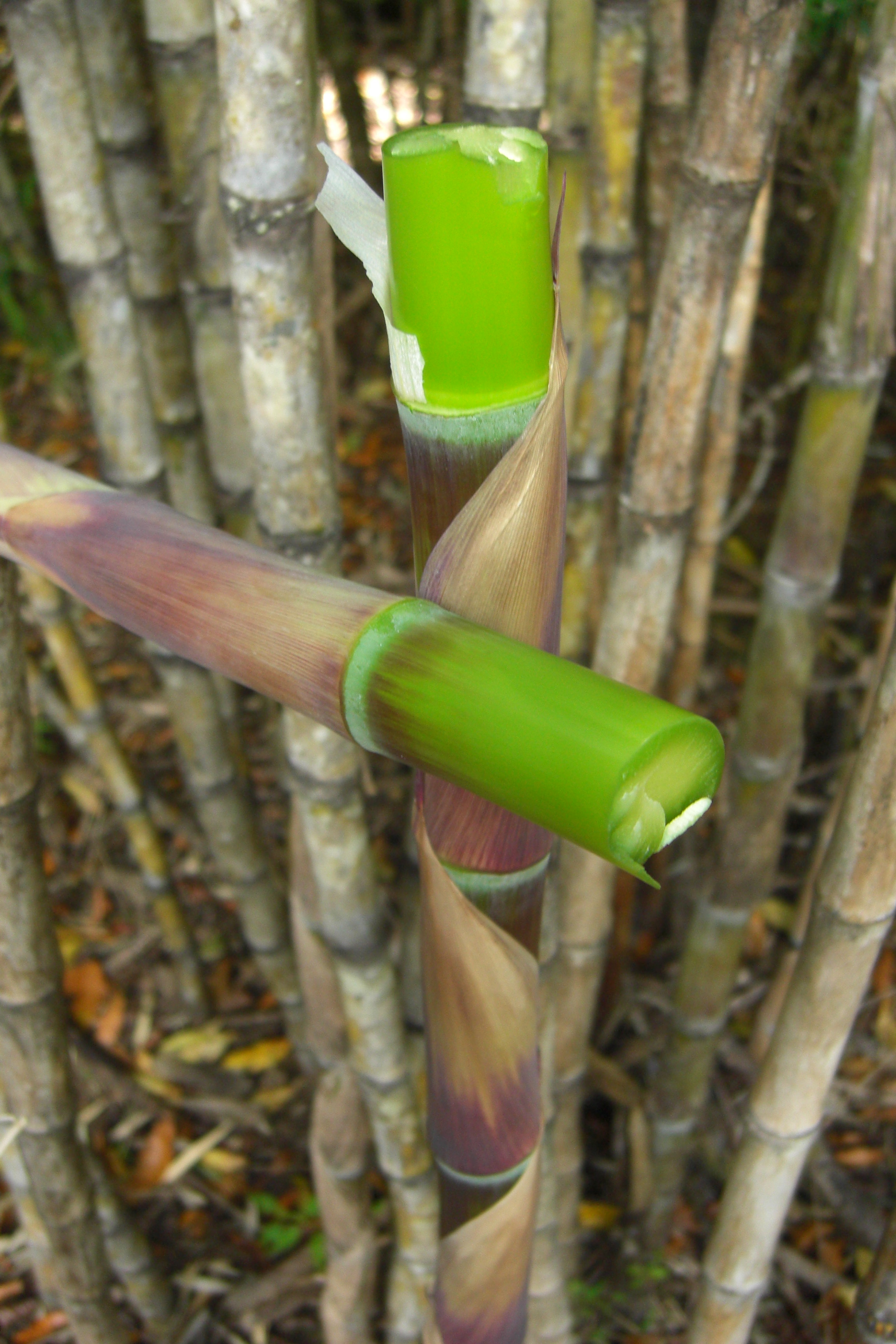
Detalle de los tallos

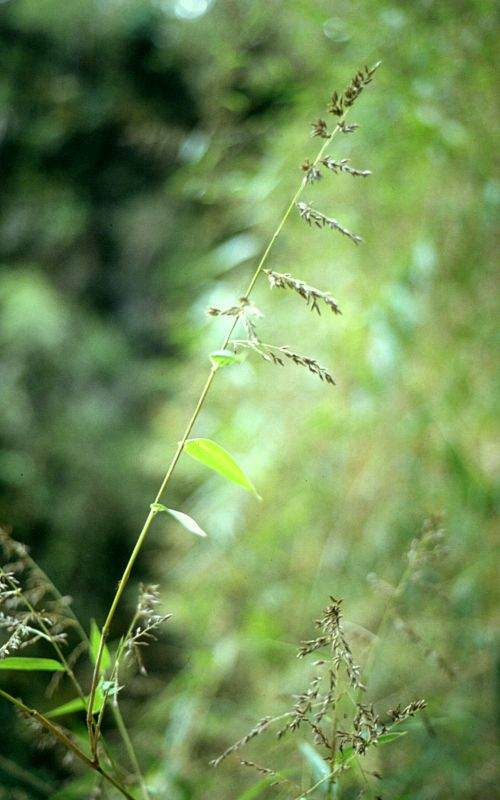
Detalle de la planta

## Descripción
Se caracteriza por abundantes ramificaciones, gran altura, gran tamaño de los culmos. Posee la condición de trepadora facultativa,  pudiendo subir adosada a los árboles,  alcanzando alturas mayores a 20 m,  situando su follaje en estratos medios y bajos del bosque nativo.
A diferencia  del colihue, crece de forma arqueada. 
En ciertos sectores de los bosques o en sitios en que la vegetación original se ha talado, forma matorrales monoespecíficos, muy espesos y casi impenetrables llamados quilantos, quilantales o quilantares. 

## Reproducción y crecimiento
Su florecimiento ocurre en ciclos irregulares cada 15 años aproximadamente, luego del cual la planta completa muere. Estos marchitamientos masivos producen problemas ecológicos, porque los roedores que se cobijaban bajo ellas aumentan su población con el consumo de sus semillas y cuando pierden esa fuente de alimento emigran hacia otras áreas, provocando desequilibrios poblacionales denominados ratadas, con una consecuente pérdida de cosechas.

## Usos
Sus semillas y tallos blandos y brotes nuevos se consumen y preparar de igual manera que como se realiza para el caso del colihue. También son utilizados para preparar bulo haca, una comida tradicional del pueblo Pehuenche.
Sus culmos, llamados colegües o coleos se utilizan para hacer muebles artesanales y son muy apreciados para encender fuego, porque pueden arder estando húmedos. Los tallos también se utilizan para la fabricación de jaulas y pifilkas, instrumento musical mapuche. En construcción se usan para techumbres y cercos. Toda la planta sirve como alimento para el ganado.

## Distribución
Es endémica de Argentina y de Chile. Su distribución por altitudes la sitúa desde el nivel del mar hasta los 900 m s. n. m.
- En Chile se distribuye desde la Región de Valparaíso hasta la Región de Aysén.[3]

- En la Argentina de esta caña solo habita una población en la isla Victoria del lago Nahuel Huapi, parque nacional Nahuel Huapi, departamento Los Lagos, provincia del Neuquén, patagonia argentina.[4]

## Hábitat
El hábitat de la quila está conformado preferentemente por terrenos húmedos en el sotobosque del bosque valdiviano, haciéndose densa e impenetrable. Crece además a orillas de ríos, ñadis y pantanos.

## Taxonomía
Chusquea quila fue descrita por Carl Sigismund Kunth y publicado en Révision des Graminées 1: 329, t. 77. 1830.
Etimología
Chusquea: nombre genérico que viene del muisca chusky, que según manuscritos coloniales significa "Caña ordinaria de la tierra". Al parecer el nombre científico fue asignado por José Celestino Mutis durante la Expedición Botánica.
Sinonimia
- Arundo quila Molina
- Chusquea intermedia Steud.
- Chusquea parvifolia Phil.
- Coliquea quila (Molina) Steud. ex Bibra
- Cortaderia quila Stapf
- Gynerium quila (Molina) Nees & Meyen
- Moorea quila (Molina) Stapf
- Nastus productus (Pilg.) Holttum
- Nastus prolifer Desv.[5]
- Chusquea pubescens Steud.
- Nastus quila (Kunth) Schult.f.[7][8]